# فیض‌آباد (صالح‌آباد)
فیض‌آباد (تربت جام)، روستایی از توابع بخش صالح‌آباد شهرستان تربت جام در استان خراسان رضوی ایران است.

## جمعیت
این روستا در دهستان صالح‌آباد قرار دارد و براساس سرشماری مرکز آمار ایران در سال ۱۳۸۵، جمعیت آن ۲۳۸ نفر (۶۶خانوار) بوده‌است.